# Kyle Russell
Kyle Russell (ur. 25 sierpnia 1993 w Sacramento) – amerykański siatkarz, reprezentant kraju, grający na pozycji przyjmującego i atakującego. 

## Sukcesy klubowe
Liga niemiecka:
- 2018, 2019

Liga południowokoreańska:
- 2025[7]

## Sukcesy reprezentacyjne
Mistrzostwa Ameryki Północnej, Środkowej i Karaibów:
- 2019

Liga Narodów:
- 2022[8], 2023[9]